# Cá ngựa gai dài
Cá ngựa gai dài (tên khoa học Hippocampus histrix), là một loài cá ngựa trong họ Syngnathidae.